# Лавров Клин
Лавров Клин — деревня в Солецком районе Новгородской области.

## География
Находится в западной части Новгородской области на расстоянии приблизительно 3 км на запад-северо-запад по прямой от железнодорожного вокзала станции Сольцы.

## История
На карте 1840 года уже была отмечена. До 2020 года входила в состав Дубровского сельского поселения до его упразднения.

## Население
Численность населения: 14 человек (русские 93 %) в 2002 году, 14 в 2010.